# Loban (Fluss)
Die Loban (russisch Лобань) ist ein rechter Nebenfluss der Kilmes in der Oblast Kirow im europäischen Teil von Russland.
Sie entsteht am Zusammenfluss ihrer beiden Quellflüsse Belaja Loban („Weiße Loban“, 38 km, von rechts) und Tschornaja Loban („Schwarze Loban“, 33 km, von links).
Sie fließt in südsüdöstlicher Richtung durch eine sumpfige Niederung. 
Schließlich trifft sie 10 km östlich der Ortschaft Kilmes auf den nach Westen strömenden Fluss Kilmes, 71 km oberhalb dessen Mündung in die Wjatka.
Die Loban hat eine Länge von 169 km. Sie entwässert ein Areal von 2810 km². 
Der Fluss wird hauptsächlich von der Schneeschmelze gespeist.
56 km oberhalb der Mündung beträgt der mittlere Abfluss 14,3 m³/s. 
Es treten maximale Abflüsse von bis zu 625 m³/s auf.
Auf der Loban wurde zumindest in der Vergangenheit Flößerei betrieben.